# Polysteganus praeorbitalis
Polysteganus praeorbitalis — вид окунеподібних риб родини Спарові (Sparidae). Це морський, субтропічний вид, що мешкає на коралових рифах на глибині до 100 м. Зустрічається на заході Індійського океану біля берегів Мозамбіку. Тіло завдовжки до 90 см, та ваги — до 7,8 кг.